# Luciana Arrighi
Luciana Maria Arrighi AM (* 1940 in Rio de Janeiro, Brasilien) ist eine italienische Filmarchitektin, Kostüm- und Szenenbildnerin, die neben einem Oscar für das beste Szenenbild auch einige weitere Filmpreise gewann.

## Leben
Luciana Arrighi, eine ältere Halbschwester der französischen Schauspielerin Nike Arrighi, begann ihre Laufbahn als Artdirectorin, Kostüm- und Szenenbildnerin in der Filmwirtschaft 1965 bei der Fernsehdokumentationsserie Monitor und wirkte seither an der szenischen Ausstattung von vierzig Filmen mit.
Im Jahr 1970 erhielt sie ihre erste Nominierung für einen British Academy Film Award (BAFTA Film Award) für das beste Szenenbild in Liebende Frauen (1969) von Ken Russell mit Alan Bates, Oliver Reed und Glenda Jackson. 1979 gewann sie einen AFI Award für das beste Produktionsdesign in Meine brillante Karriere (1979) von Gillian Armstrong mit Judy Davis, Sam Neill und Wendy Hughes in den Hauptrollen. 1982 war sie zusammen mit Terry Ryan für einen AFI Award für das beste Kostümdesign in dem Comedymusical Starstruck (1982) von Gillian Armstrong mit Jo Kennedy, Ross O’Donovan und Margo Lee nominiert.
Gemeinsam mit Ian Whittaker gewann sie bei der Oscarverleihung 1993 den Oscar für das beste Szenenbild in Wiedersehen in Howards End (1992) von James Ivory mit Emma Thompson, Anthony Hopkins und Helena Bonham Carter. Daneben erhielt sie für diesen Film 1993 eine weitere Nominierung für den BAFTA Film Award für das beste Produktionsdesign. Außerdem gewann sie für diesen Film das Silberne Band (Nastro d’Argento des vom Sindacato Nazionale Giornalisti Cinematografici Italiani (SNGCI)) für das beste Produktionsdesign. Bei der darauf folgenden Oscarverleihung 1994 war sie mit Whittaker für den Oscar in dieser Kategorie für den ebenfalls von James Ivory inszenierten Film Was vom Tage übrig blieb (1993) nominiert, in dem abermals Emma Thompson und Anthony Hopkins neben James Fox die Hauptrollen spielten.
Für Sinn und Sinnlichkeit (1995) von Ang Lee mit Emma Thompson, Kate Winslet und Hugh Grant war sie 1996 für einen BAFTA Film Award für das beste Produktionsdesign nominiert. 1997 gewann sie den AFI Award für das beste Produktionsdesign für Oscar und Lucinda (1997) von Gillian Armstrong mit Ralph Fiennes, Cate Blanchett und Ciarán Hinds.
Sie erhielt mit Whitaker 2000 eine weitere Oscar-Nominierung, und zwar für Anna und der König (1999) von Andy Tennant mit Jodie Foster, Chow Yun-Fat und Bai Ling. Für diesen Film war sie mit Tom Nursey, John Ralph, Paul Ghirardini und Marc Fisichella auch für den Excellence in Production Design Award der Art Directors Guild nominiert. Außerdem erhielt sie für diesen Film eine Nominierung für das SNGCI Nastro d’Argento für das beste Produktionsdesign sowie zusammen mit Lek Chaiyan Chunsuttiwat, John Ralph und Paul Ghirardani für den Golden Satellite Award für das beste Szenenbild.
Im Jahr 2003 gewann sie einen BAFTA Film Award für das beste Produktionsdesign in dem Fernsehfilm Churchill – The Gathering Storm (2002) von Richard Loncraine mit den Hauptdarstellern Albert Finney, Vanessa Redgrave und Jim Broadbent. Zugleich erhielt sie 2003 mit Christina Onori und Alessandra Querzola eine Nominierung für einen Emmy, und zwar für den von HBO produzierten Fernsehfilm Mein Haus in Umbrien (2003) von Richard Loncraine mit Maggie Smith, Ronnie Barker und Chris Cooper.
Für den ebenfalls von HBO von produzierten Fernsehfilm Blut, Schweiß und Tränen (2009) von Thaddeus O’Sullivan mit Brendan Gleeson, James D’Arcy und Iain Glen wurde sie 2009 mit Paul Ghirardani und Ian Whittaker für einen weiteren Emmy nominiert. Mit Regisseur Roland Joffé und dem Schauspieler Josh Hartnett arbeitete sie an der szenischen Ausstattung des romantischen Action-Abenteuerfilms The Lovers, der 2015 erschien.

## Filmografie (Auswahl)
- 1965: Monitor (Fernsehdokumentationsreihe)
- 1969: Liebende Frauen (Women in Love)
- 1978: Watership Down
- 1979: Meine brillante Karriere (My Brilliant Career)
- 1982: Starstruck
- 1988: Madame Sousatzka
- 1990: Un ballo in maschera (Fernsehfilm)
- 1992: Wiedersehen in Howards End (Howards End)
- 1993: Was vom Tage übrig blieb (The Remains of the Day)
- 1995: Sinn und Sinnlichkeit (Sense and Sensibility)
- 1996: Victory
- 1999: Anna und der König (Anna and the King)
- 2002: Churchill – The Gathering Storm (The Gathering Storm) (TV-Film)
- 2003: Mein Haus in Umbrien (My House in Umbria) (TV-Film)
- 2006: Fade to Black
- 2009: Blut, Schweiß und Tränen (Into the Storm) (TV-Film)
- 2015: The Lovers

## Auszeichnungen
- 1979: AFI Award für das beste Produktionsdesign
- 1993: Oscar für das beste Szenenbild
- 1993: Nastro d’Argento für das beste Produktionsdesign
- 1997: AFI Award für das beste Produktionsdesign
- 2003: BAFTA Film Award für das beste Produktionsdesign